# شوس هيفيا
شوس هيفيا (بالإسبانية: Jesús Hevia Martín)‏ (11 مايو 1990 بأوفييدو في إسبانيا - ) هو لاعب كرة قدم إسباني في مركز الوسط. لعب مع راسينغ سانتاندير وريكرياتيفو ونادي كارتاخينا وMarino de Luanco ‏ وReal Oviedo Vetusta ‏ وAtlético Onubense ‏.

## روابط خارجية
- شوس هيفيا على موقع قاعدة بيانات كرة القدم.إي يو (الإنجليزية)
- شوس هيفيا على موقع Soccerway.com (الإنجليزية)